# Grand Prix automobile de Belgique 2017
GP précédent GP suivant
Le Grand Prix automobile de Belgique 2017 (2017 Formula 1 Pirelli Belgian Grand Prix), disputé le 27 août 2017 sur le circuit de Spa-Francorchamps, est la 968e épreuve du championnat du monde de Formule 1 courue depuis 1950. Il s'agit de la soixante-douzième édition du Grand Prix de Belgique, la soixante-deuxième comptant pour le championnat du monde de Formule 1, et de la douzième manche du championnat 2017.
Intouchable durant les qualifications, Lewis Hamilton obtient sa septième pole position de la saison en battant le record du circuit de Michael Schumacher, qui datait de 2002 ; ce faisant, il égale le record de soixante-huit pole positions du pilote allemand. Sebastian Vettel parvient in-extremis à se hisser en première ligne, à 242 millièmes de seconde de son rival, en délogeant, sous le drapeau à damiers, Valtteri Bottas qui part en deuxième ligne devant Kimi Räikkönen. Comme souvent cette année, les Red Bull Racing complètent le Top 6 de la grille de départ, Max Verstappen précédant Daniel Ricciardo en troisième ligne. Nico Hülkenberg réalise le septième temps, pour un départ en quatrième ligne aux côtés de Sergio Pérez.
En tête au premier virage, premier après quarante-quatre tours, Lewis Hamilton remporte, pour son deux-centième départ en Formule 1, la cinquante-huitième victoire de sa carrière, sa cinquième de la saison. Il est suivi de près, durant toute l'épreuve, par Sebastian Vettel qui n'est jamais à plus de deux secondes mais seulement deux fois en mesure de tenter un dépassement : dès le départ, à la sortie du raidillon puis au trente-quatrième tour, au même endroit, lors de la relance de l'épreuve consécutive à une sortie de la voiture de sécurité. Bien qu'en léger déficit de performance dans les lignes droites par rapport à la Mercedes, Vettel réalise néanmoins le meilleur tour en course, à trois boucles de l'arrivée. Hamilton, élu pilote du jour, n'a jamais laissé à son rival l'opportunité de pouvoir utiliser son aileron arrière mobile et refait la moitié de son retard au championnat. Daniel Ricciardo monte sur son sixième podium de la saison en contenant Kimi Räikkönen et en dépassant Valtteri Bottas au moment de la relance après un nouvel accrochage entre les coéquipiers Force India, Esteban Ocon et Sergio Pérez au trentième tour, qui se touchent pour la seconde fois depuis le départ de la course. Si Ocon parvient à prendre les 2 points de la neuvième place, Pérez se retire en fin d'épreuve. Kimi Räikkönen termine quatrième après un stop-and-go de dix secondes pour non-respect des drapeaux jaunes au septième tour, au moment où Max Verstappen gare sa Red Bull RB13 en panne au bord de la piste, subissant son sixième abandon de la saison. Avec des écarts faibles, compte tenu du regroupement général derrière la voiture de sécurité à dix tours de l'arrivée, le pilote de la Ferrari no 7 devance Bottas, Nico Hülkenberg, Romain Grosjean, Felipe Massa, remonté du seizième rang sur la grille, Ocon et Carlos Sainz Jr. qui prend le dernier point en jeu.
L'avance de Vettel au championnat se réduit de moitié : avec 220 points, il n'a plus que sept points d'avance sur Hamilton (213 points) ; suivent Bottas (179 points), Ricciardo (132 points), Räikkönen (128 points), Verstappen (67 points) et Pérez (56 points). Mercedes, avec 392 points, conserve la tête du championnat devant Ferrari (348 points) et Red Bull Racing (199 points) ; suivent Force India (103 points), Williams (45 points), Scuderia Toro Rosso (40 points), Haas (35 points), Renault (34 points), McLaren (11 points) et Sauber (5 points).

## Pneus disponibles
| Pneus pour piste sèche | Pneus pour piste sèche | Pneus pour piste sèche | Pneus pluie    | Pneus pluie |
| ---------------------- | ---------------------- | ---------------------- | -------------- | ----------- |
| Ultra tendres          | Super tendres          | Tendres                | Intermédiaires | Pluie       |

## Essais libres

### Première séance, le vendredi de 10 h à 11 h 30
| Pos. | Pilote           | Voiture            | Chrono         | Écart     |
| ---- | ---------------- | ------------------ | -------------- | --------- |
| 1    | Kimi Räikkönen   | Ferrari            | 1 min 45 s 502 |           |
| 2    | Lewis Hamilton   | Mercedes           | 1 min 45 s 555 | + 0 s 053 |
| 3    | Sebastian Vettel | Ferrari            | 1 min 45 s 647 | + 0 s 145 |
| 4    | Max Verstappen   | Red Bull-TAG Heuer | 1 min 46 s 302 | + 0 s 800 |
| 5    | Daniel Ricciardo | Red Bull-TAG Heuer | 1 min 46 s 352 | + 0 s 850 |
| 6    | Valtteri Bottas  | Mercedes           | 1 min 46 s 424 | + 0 s 922 |

### Deuxième séance, le vendredi de 14 h à 15 h 30
| Pos. | Pilote           | Voiture            | Chrono         | Écart     |
| ---- | ---------------- | ------------------ | -------------- | --------- |
| 1    | Lewis Hamilton   | Mercedes           | 1 min 44 s 753 |           |
| 2    | Kimi Räikkönen   | Ferrari            | 1 min 45 s 015 | + 0 s 262 |
| 3    | Valtteri Bottas  | Mercedes           | 1 min 45 s 180 | + 0 s 427 |
| 4    | Max Verstappen   | Red Bull-TAG Heuer | 1 min 45 s 225 | + 0 s 472 |
| 5    | Sebastian Vettel | Ferrari            | 1 min 45 s 235 | + 0 s 482 |
| 6    | Daniel Ricciardo | Red Bull-TAG Heuer | 1 min 46 s 072 | + 1 s 319 |

- Les meilleurs temps sont réalisés avec la spécification de pneumatiques « ultra tendre » sur une piste sèche avant qu'une violente averse s'abatte sur le circuit à vingt minutes de la fin de la séance, rendant la piste impraticable en pneus intermédiaires ; seuls Daniel Ricciardo et Fernando Alonso s'y essayaient avec difficulté. Les pilotes ne tentent aucune sortie en pneus pluie.

### Troisième séance, le samedi de 11 h à 12 h
| Pos. | Pilote           | Voiture            | Chrono         | Écart     |
| ---- | ---------------- | ------------------ | -------------- | --------- |
| 1    | Kimi Räikkönen   | Ferrari            | 1 min 43 s 916 |           |
| 2    | Sebastian Vettel | Ferrari            | 1 min 44 s 113 | + 0 s 197 |
| 3    | Lewis Hamilton   | Mercedes           | 1 min 44 s 114 | + 0 s 198 |
| 4    | Max Verstappen   | Red Bull-TAG Heuer | 1 min 45 s 034 | + 1 s 118 |
| 5    | Valtteri Bottas  | Mercedes           | 1 min 45 s 230 | + 1 s 314 |
| 6    | Daniel Ricciardo | Red Bull-TAG Heuer | 1 min 45 s 286 | + 1 s 370 |

## Séance de qualifications

### Résultats des qualifications
| Pos.                                                                                      | Pilote            | Écurie               | Qualifications 1 | Qualifications 2 | Qualifications 3 |
| ----------------------------------------------------------------------------------------- | ----------------- | -------------------- | ---------------- | ---------------- | ---------------- |
| 1                                                                                         | Lewis Hamilton    | Mercedes             | 1 min 44 s 184   | 1 min 42 s 987   | 1 min 42 s 553   |
| 2                                                                                         | Sebastian Vettel  | Ferrari              | 1 min 44 s 275   | 1 min 43 s 987   | 1 min 42 s 795   |
| 3                                                                                         | Valtteri Bottas   | Mercedes             | 1 min 44 s 773   | 1 min 43 s 249   | 1 min 43 s 094   |
| 4                                                                                         | Kimi Räikkönen    | Ferrari              | 1 min 44 s 729   | 1 min 43 s 700   | 1 min 43 s 270   |
| 5                                                                                         | Max Verstappen    | Red Bull-TAG Heuer   | 1 min 44 s 535   | 1 min 43 s 940   | 1 min 43 s 380   |
| 6                                                                                         | Daniel Ricciardo  | Red Bull-TAG Heuer   | 1 min 45 s 114   | 1 min 44 s 224   | 1 min 43 s 863   |
| 7                                                                                         | Nico Hülkenberg   | Renault              | 1 min 45 s 280   | 1 min 44 s 998   | 1 min 44 s 982   |
| 8                                                                                         | Sergio Pérez      | Force India-Mercedes | 1 min 45 s 591   | 1 min 44 s 894   | 1 min 45 s 244   |
| 9                                                                                         | Esteban Ocon      | Force India-Mercedes | 1 min 45 s 277   | 1 min 45 s 006   | 1 min 45 s 369   |
| 10                                                                                        | Jolyon Palmer     | Renault              | 1 min 45 s 447   | 1 min 44 s 685   | pas de temps     |
| 11                                                                                        | Fernando Alonso   | McLaren-Honda        | 1 min 45 s 668   | 1 min 45 s 090   |                  |
| 12                                                                                        | Romain Grosjean   | Haas-Ferrari         | 1 min 45 s 728   | 1 min 45 s 133   |                  |
| 13                                                                                        | Kevin Magnussen   | Haas-Ferrari         | 1 min 45 s 535   | 1 min 45 s 400   |                  |
| 14                                                                                        | Carlos Sainz Jr.  | Toro Rosso-Renault   | 1 min 45 s 374   | 1 min 45 s 439   |                  |
| 15                                                                                        | Stoffel Vandoorne | McLaren-Honda        | 1 min 45 s 441   | pas de temps     |                  |
| 16                                                                                        | Felipe Massa      | Williams-Mercedes    | 1 min 45 s 823   |                  |                  |
| 17                                                                                        | Daniil Kvyat      | Toro Rosso-Renault   | 1 min 46 s 028   |                  |                  |
| 18                                                                                        | Lance Stroll      | Williams-Mercedes    | 1 min 46 s 915   |                  |                  |
| 19                                                                                        | Marcus Ericsson   | Sauber-Ferrari       | 1 min 47 s 214   |                  |                  |
| 20                                                                                        | Pascal Wehrlein   | Sauber-Ferrari       | 1 min 47 s 679   |                  |                  |
| Temps minimal à réaliser pour la qualification : 1 min 51 s 476 (107 % de 1 min 44 s 184) |                   |                      |                  |                  |                  |

### Grille de départ
- Felipe Massa, auteur du seizième temps, est pénalisé d'un recul de cinq places sur la grille de départ pour ne pas avoir suffisamment ralenti sous les drapeaux jaunes ; il s'élance toutefois à la même place à la suite de pénalités infligées à d'autres pilotes[5].
- Marcus Ericsson, auteur du dix-neuvième temps et Pascal Wehrlein, auteur du vingtième et dernier temps, sont rétrogradés de cinq places à cause du changement de leur boîte de vitesses ; ils s'élancent des dix-septième et dix-huitième places[6].
- Stoffel Vandoorne, auteur du quinzième temps, est pénalisé d'un recul de soixante places après le changement de plusieurs éléments de son groupe propulseur, il s'élance de la dernière place[6].
- Daniil Kvyat, auteur du dix-septième temps, est pénalisé d'un recul de vingt places pour les mêmes raisons. Il s'élance de la dix-neuvième position[7].
- Deux heures avant le départ de la course, Jolyon Palmer, auteur du dixième temps, est à son tour pénalisé d'un recul de cinq places pour un changement de boîte de vitesses ; il s'élance de la quinzième place[8].

## Course

### Déroulement de l'épreuve
Sur la grille, les dix premières monoplaces sont chaussées de pneumatiques ultra-tendres. Lorsque les feux rouges s'éteignent, Sebastian Vettel s'élance moins bien que Lewis Hamilton mais conserve sa deuxième place au virage de la Source, devant Valtteri Bottas, Kimi Räikkönen, Max Verstappen, Daniel Ricciardo et Fernando Alonso, septième qui vient de dépasser trois voitures au premier virage. Plus loin dans le peloton, Sergio Pérez met une roue sur une bordure et perd en motricité, au début de la descente vers l'Eau Rouge ; il se fait rattraper par son coéquipier Esteban Ocon qui arrive à sa hauteur, et il le tasse contre le mur. Malgré la touchette entre les deux voitures, Ocon parvient à dépasser son coéquipier avant le Raidillon.
À la fin du premier tour, Nico Hülkenberg dépasse Fernando Alonso à la chicane située avant la ligne droite des stands. En position d'aspiration sur Hülkenberg, l'Espagnol reprend son dû dans la ligne droite de Kemmel. En embuscade, Ocon tente de profiter de la manœuvre mais échoue. Dans le troisième tour, Alonso est repassé par Hülkenberg qui utilise son DRS. Au tour suivant, Ocon le passe au virage des Combes. Au cinquième tour, Alonso est également dépassé par Pérez. Un tour plus tard, Romain Grosjean le dépasse à Kemmel. Dans le huitième tour, Verstappen roule au ralenti alors qu'il entame la descente vers l'Eau Rouge ; son moteur coupe et il s'arrête à Kemmel.
Dans la dixième boucle, Bottas, troisième derrière Hamilton et Vettel, perd peu à peu le contact au contraire de l'Allemand qui reste à 1 s 6 d'Hamilton. Deux tours plus tard, Hamilton effectue son premier arrêt aux stands et chausse des pneus tendres. Il ressort quatrième et laisse le commandement à Vettel. Un tour après Hamilton, Vettel s'arrête puis repart en tendre également. Au quinzième tour de course, après l'arrêt de Vettel, Räikkönen hérite de la première place mais il est dépassé quelques instants plus tard par Hamilton en haut du Raidillon. Räikkönen rentre à la fin du tour. Vettel se retrouve à une seconde d'Hamilton au tour suivant mais deux tours plus tard, Hamilton le relègue à une demi-seconde. Entretemps, n'ayant pas ralenti lors du déploiement des différents drapeaux jaunes pendant l'abandon de Max Verstappen, Räikkönen écope d'un stop-and-go de dix secondes.
À mi-course, Hamilton précède Vettel d'1 s 7, Bottas de 7 s 4 et Ricciardo de 22 s. Ils sont suivis par Hülkenberg, à 44 s d'Hamilton, Räikkönen à 47 s 5, Ocon à 51 s 7, Pérez à 54 s et Grosjean à 1 min.

### Classement de la course
| Pos. | no | Pilote            | Écurie               | Tours | Temps/Abandon                             | Grille | Points |
| ---- | -- | ----------------- | -------------------- | ----- | ----------------------------------------- | ------ | ------ |
| 1    | 44 | Lewis Hamilton    | Mercedes             | 44    | 1 h 24 min 42 s 820 (218,183 km/h)        | 1      | 25     |
| 2    | 5  | Sebastian Vettel  | Ferrari              | 44    | + 2 s 358                                 | 2      | 18     |
| 3    | 3  | Daniel Ricciardo  | Red Bull-TAG Heuer   | 44    | + 10 s 791                                | 6      | 15     |
| 4    | 7  | Kimi Räikkönen    | Ferrari              | 44    | + 14 s 471 (dont 10 secondes de pénalité) | 4      | 12     |
| 5    | 77 | Valtteri Bottas   | Mercedes             | 44    | + 16 s 456                                | 3      | 10     |
| 6    | 27 | Nico Hülkenberg   | Renault              | 44    | + 28 s 087                                | 7      | 8      |
| 7    | 8  | Romain Grosjean   | Haas-Ferrari         | 44    | + 31 s 553                                | 11     | 6      |
| 8    | 19 | Felipe Massa      | Williams-Mercedes    | 44    | + 36 s 649                                | 16     | 4      |
| 9    | 31 | Esteban Ocon      | Force India-Mercedes | 44    | + 38 s 154                                | 9      | 2      |
| 10   | 55 | Carlos Sainz Jr.  | Toro Rosso-Renault   | 44    | + 39 s 447                                | 13     | 1      |
| 11   | 18 | Lance Stroll      | Williams-Mercedes    | 44    | + 48 s 999                                | 15     |        |
| 12   | 26 | Daniil Kvyat      | Toro Rosso-Renault   | 44    | + 49 s 940                                | 19     |        |
| 13   | 30 | Jolyon Palmer     | Renault              | 44    | + 53 s 239                                | 14     |        |
| 14   | 2  | Stoffel Vandoorne | McLaren-Honda        | 44    | + 57 s 078                                | 20     |        |
| 15   | 20 | Kevin Magnussen   | Haas-Ferrari         | 44    | + 1 min 07 s 262                          | 12     |        |
| 16   | 9  | Marcus Ericsson   | Sauber-Ferrari       | 44    | + 1 min 09 s 711                          | 17     |        |
| 17   | 11 | Sergio Pérez      | Force India-Mercedes | 42    | Tenue de route                            | 8      |        |
| Abd. | 14 | Fernando Alonso   | McLaren-Honda        | 25    | Perte de puissance                        | 10     |        |
| Abd. | 33 | Max Verstappen    | Red Bull-TAG Heuer   | 7     | Perte de puissance                        | 5      |        |
| Abd. | 94 | Pascal Wehrlein   | Sauber-Ferrari       | 2     | Suspension                                | 18     |        |

### Pole position et record du tour
- Pole position :  Lewis Hamilton (Mercedes) en 1 min 42 s 553 (245,867 km/h)[11].
- Meilleur tour en course :  Sebastian Vettel (Ferrari) en 1 min 46 s 577 (236,584 km/h) au quarante-et-unième tour[12].

### Tours en tête
- Lewis Hamilton : 41 tours (1-11 / 15-44)[13].
- Sebastian Vettel : 3 tours (12-14).

## Après-course

### Écurie hors des points
Après avoir pris un bon départ, qui le voit passer de la dixième à la septième place avant la fin du premier tour, Fernando Alonso doit composer avec un manque de puissance récurrent dans les lignes droites tout au long de la course. Il confie à la radio : « Embarrassant, vraiment embarrassant. Je ne me soucie pas des écarts. Ce sont juste des essais ». Puis, l'Espagnol questionne son équipe sur une hypothétique arrivée de la pluie. Lui faisant part d'une réponse négative, Alonso rentre aux stands pour y abandonner. En effet, cette dernière aurait peut-être put lui permettre de se mêler à la lutte pour les points. Si la raison officiel de l'abandon reste un problème lié au moteur, des rumeurs selon lesquelles Alonso aurait abandonner de son plein gré naissent à l'issue de la course, d'autant que les dirigeants de Honda affirment qu'ils n'ont rien trouvé d'anormal sur le moteur pendant la course, mais qu'ils ont souhaité arrêter la monoplaces par principe de précaution, comme l'indique Yusuke Hasegawa, le directeur de Honda en Formule 1 : « Il a utilisé la radio pour dire qu'il pensait avoir un problème avec la voiture, et même s'il n'y avait rien au niveau des données, nous avons décidé de stopper la voiture par précaution ». Pour Alonso, sa voiture ne lui permettait pas de se battre correctement avec ses adversaires : « C'est sûr, ce n'était pas facile de courir comme ça, car on ne peut pas se battre roue contre roue. C'était un après-midi difficile, et nous n'étions pas compétitifs en mode course. La voiture était trop lente dans les lignes droites et c'était impossible de se battre, donc les points étaient aussi impossibles à atteindre. Finalement, nous avons dû stopper en raison d'un problème moteur »,.

## Classements généraux à l'issue de la course
| Pos. | Pilote            | Écurie               | Points |
| ---- | ----------------- | -------------------- | ------ |
| 1    | Sebastian Vettel  | Ferrari              | 220    |
| 2    | Lewis Hamilton    | Mercedes             | 213    |
| 3    | Valtteri Bottas   | Mercedes             | 179    |
| 4    | Daniel Ricciardo  | Red Bull-TAG Heuer   | 132    |
| 5    | Kimi Räikkönen    | Ferrari              | 128    |
| 6    | Max Verstappen    | Red Bull-TAG Heuer   | 67     |
| 7    | Sergio Pérez      | Force India-Mercedes | 56     |
| 8    | Esteban Ocon      | Force India-Mercedes | 47     |
| 9    | Carlos Sainz Jr.  | Toro Rosso-Renault   | 36     |
| 10   | Nico Hülkenberg   | Renault              | 34     |
| 11   | Felipe Massa      | Williams-Mercedes    | 27     |
| 12   | Romain Grosjean   | Haas-Ferrari         | 24     |
| 13   | Lance Stroll      | Williams-Mercedes    | 18     |
| 14   | Kevin Magnussen   | Haas-Ferrari         | 11     |
| 15   | Fernando Alonso   | McLaren-Honda        | 10     |
| 16   | Pascal Wehrlein   | Sauber-Ferrari       | 5      |
| 17   | Daniil Kvyat      | Toro Rosso-Renault   | 4      |
| 18   | Stoffel Vandoorne | McLaren-Honda        | 1      |

| Pos. | Écurie               | Points |
| ---- | -------------------- | ------ |
| 1    | Mercedes             | 392    |
| 2    | Ferrari              | 348    |
| 3    | Red Bull-TAG Heuer   | 199    |
| 4    | Force India-Mercedes | 103    |
| 5    | Williams-Mercedes    | 45     |
| 6    | Toro Rosso-Renault   | 40     |
| 7    | Haas-Ferrari         | 35     |
| 8    | Renault              | 34     |
| 9    | McLaren-Honda        | 11     |
| 10   | Sauber-Ferrari       | 5      |

## Statistiques
Le Grand Prix de Belgique 2017 représente :
- la 68e pole position de Lewis Hamilton qui égale le record de Michael Schumacher[18],[19] ;
- la 58e victoire de Lewis Hamilton[20] ;
- la 71e victoire de Mercedes en tant que constructeur[21] ;
- la 157e victoire de Mercedes en tant que motoriste[22].

Au cours de ce Grand Prix :
- Lewis Hamilton prend son 200e départ en Formule 1[23] ;
- Lewis Hamilton est élu « Pilote du jour » lors d'un vote organisé sur le site officiel de la Formule 1[24] ;
- Mika Salo (110 Grands Prix disputés entre 1994 et 2002, deux podiums et 33 points inscrits, vainqueur de la catégorie GT2 des 24 Heures du Mans en 2008 et 2009, du championnat American Le Mans Series en 2007 et des 12 Heures de Bathurst en 2014) est nommé assistant des commissaires de course pour ce Grand Prix[25].